# Efeso
Efeso (in greco antico: Ἔφεσος?, Éphesos; in latino Ephesus; in turco Efes, inoltre, potrebbe derivare dall'ittita Apasa) fu una delle più grandi città ioniche in Anatolia, alla foce del fiume Caistro, sulla costa dell'odierna Turchia. La città si trovava nell'attuale Turchia approssimativamente fra le città di Smirne e Aydın.
Fu un importante e ricco centro commerciale e, dal 129 a.C., fu la capitale della provincia romana di Asia. Tra le rovine, che ne fanno uno dei più noti siti archeologici del Mar Mediterraneo, sono degne di nota quelle del Teatro, del piccolo tempio di Adriano, della Biblioteca di Celso e dei numerosi stabilimenti di bagni pubblici. Ridotte a una singola colonna sono invece le testimonianze di quello che fu il più celebre monumento di Efeso e, secondo Pausania (4.31.8), il più grande edificio del mondo antico: il tempio di Artemide, una delle Sette meraviglie del mondo, raso definitivamente al suolo nel 401 per ordine di Giovanni Crisostomo, patriarca di Costantinopoli. Nota anche per aver dato i natali ad Eraclito di Efeso, tra i maggiori filosofi presocratici, e per essere stata anche una delle sette chiese dell'Asia citate nel Libro dell'Apocalisse di San Giovanni (l'apostolo vi morì circa verso i 98 anni di età) e dove potrebbe essere stato scritto il Vangelo di Giovanni.

## Storia

### La fondazione della città e la prima storia

#### Sito
Secondo il poeta greco Creofilo, la città sarebbe stata fondata, come aveva indicato un oracolo, nel luogo in cui “un pesce si sarebbe mostrato e dove li avrebbe condotti un cinghiale”. Il territorio occupato dalla cittadina era costituito in gran parte da una vasta pianura alluvionale originata dal fiume Caistro, era protetto su tre lati da alcune catene montuose, e nelle vicinanze vi era un bosco, indicato come Ortygia, ricco di alberi di ogni genere, attraversato dal fiume Cencreios nelle cui acque, secondo la tradizione mitologica, Leto si era lavata dopo aver partorito i due gemelli, Apollo e Artemide. Strabone menziona, nella descrizione del territorio efesino, le paludi dette Selinusia, che grazie all’estrazione del sale e alla pesca erano fonte di notevoli rendite per la città.
Efeso era inoltre fornita di un importante scalo portuale, sbocco delle principali vie carovaniere dell’Asia. Le fonti antiche parlano dell'esistenza di un “porto sacro”, che doveva trovarsi nelle immediate vicinanze del santuario, un altro scalo portuale esisteva molto probabilmente ai piedi del Coresso; Strabone, infine, menziona un porto detto Panormo.

#### Nome
Secondo l’Etymologicum Magnum il nome Efeso derivava da quello di una amazzone lidia che per prima aveva onorato Artemide e l’aveva qualificata come Efesia. Secondo Pausania, Efeso era invece un figlio del fiume Caistro che, fondata la città, le aveva anche attribuito il suo nome. Non mancano altre spiegazioni: alcuni legavano la denominazione ad un episodio della spedizione di Ercole e Teseo in Lidia contro le Amazzoni, altri invece lo facevano derivare da un ‘locandiere’ lidio il quale accoglieva gli stranieri alla foce del Caistro. La cittadina era conosciuta anche con altri nomi derivati dall’idea che le Amazzoni si erano stanziate nella zona in cui era stata fondata la città: è così indicata con il nome dell'Amazzone Smirne, o Samorna, da un’altra Amazzone, nome con cui la tradizione antica identificava probabilmente il primo insediamento greco, ma anche Sisirbe, Tracheia, Ortygia e Ptelea, e ancora Amorges, con il quale essa era designata al tempo della guerra di Troia.

#### Fondazione
Sia il nome Efeso che l'insediamento originario risalgono all'epoca pre-greca. Le più antiche testimonianze della presenza di persone nell'area della successiva città di Efeso risalgono alla tarda età del rame, intorno al 5000 a.C.. Questi ritrovamenti sono stati effettuati sul pendio della collina di Ayasoluk, nell'area della cittadella di Selçuk. Dalla metà del II millennio a.C., l'insediamento di Apasa (anche Abasa), noto dai testi ittiti e probabilmente da identificare con la successiva Efeso, situato nella terra di Arzawa, fu un importante centro nella sfera di influenza delle culture ittita e micenea. Apasa fu a volte capitale di Arzawa. Sulle pendici meridionali e occidentali di Ayasoluk sono stati rinvenuti resti di un muro difensivo del II millennio a.C.. I reperti minoici e micenei rinvenuti a Efeso, tra gli altri, attestano un intenso commercio con Creta e la Grecia micenea. Tuttavia, rispetto alla ceramica micenea - che proviene da Mileto e dalla Grecia continentale - predominano gli stili di ceramica indigeni, tipicamente anatolici occidentali, che indicano l'esistenza di un importante centro di potere indigeno sulla collina di Ayasoluk e sostengono l'identificazione dell'insediamento con la capitale di Arzawa, Apasa.
Oltre agli elementi storico-archeologici, vi sono le leggende mitologiche e per esempio, secondo Strabone il nome Efeso deriverebbe da quello di una regina delle Amazzoni, le quali sarebbero le fondatrici della città.
Sempre Strabone riferisce che Efeso fu fondata dagli Ioni guidati sulle coste dell’Anatolia da Androclo, figlio del leggendario re di Atene, Codro.

#### Efeso sotto i Lidi

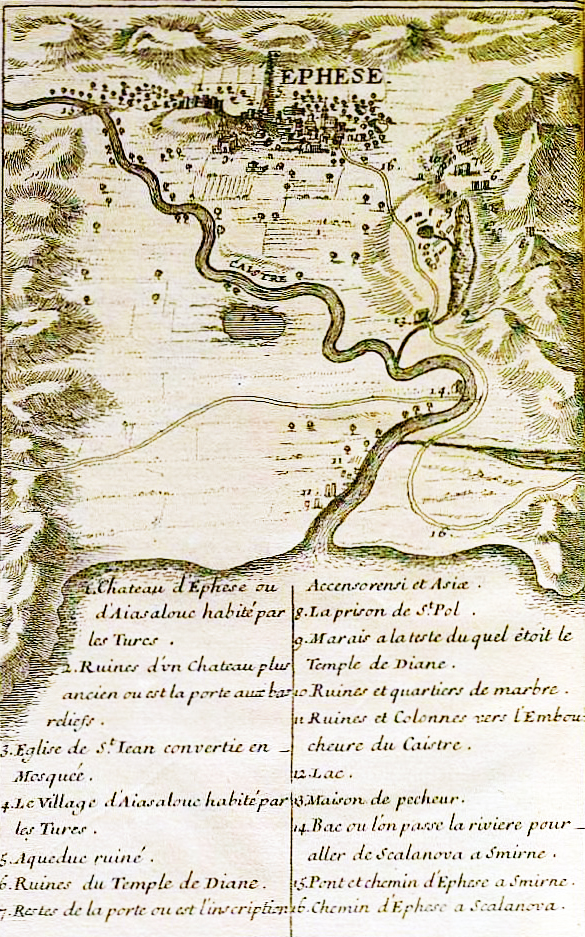
Relation d'un voyage du Levant, fait par ordre du roy, 1727

Morto il fondatore Efeso fu governata dai suoi discendenti fino all’avvento sul trono lidio di Creso, mantenendo ottimi rapporti con la dinastia dei Mermnadi che in questo periodo regnava sulla Lidia. Il primo sovrano con cui la polis entrò in contatto fu Gige il quale però non riuscì a difendere l’Artemision, principale tempio della città, dall’aggressione dei Cimmeri. Nel 652 Ligdami, re dei Cimmeri, attaccò infatti Efeso e diede alle fiamme il santuario, ma, come racconta il poeta Callimaco la dea si vendicò decimando nella palude sacra con una febbre gli uomini al seguito del capo cimmerio, mentre il tempio profanato fu ricostruito con il tesoro che gli invasori non erano riusciti a portar via.
Ristabilito l’ordine i Lidi, per controllare meglio la cittadinanza, favorirono l'insediamento nella polis di tiranni loro simpatizzanti. Sotto uno di questi, Pindaro, la città richiamò l’interesse di Creso il quale inviò un’ambasceria a chiedere la sottomissione di Efeso, ma la richiesta fu rifiutata da Pindaro il quale suggerì agli abitanti di porsi sotto la protezione di Artemide. Erodoto racconta che gli Efesini, per sottrarsi alla conquista, affidarono la polis alla dea e la collegarono il tempio, distante da essa sette stadi, alle mura cittadine con una fune. Creso, timoroso di commettere un sacrilegio, si piegò al volere della dea, non sottomettendo la città e stipulando con essa dei patti che le garantirono una posizione privilegiata rimanendo anche porto reale. Creso non usò violenza sugli abitanti, anzi li aiutò nella ricostruzione del tempio e in una delle colonne utilizzate fece incidere il suo nome.Licenziò poi i suoi soldati mercenari e ritornò a Sardi, ma poco dopo perse la guerra che gli mosse Ciro e fu preso prigioniero. La guerra dei Persiani si estese alle città ioniche ed Efeso finì nelle loro mani. I persiani utilizzarono il porto e le navi di Efeso e imposero tasse gravose.

### Dalla rivolta ionica a Filippo II
Le città ioniche, stanche del dominio persiano, si coalizzarono e rivolsero le armi contro i Persiani. A questa lotta però non sembra partecipare Efeso che gode in questo periodo di una moderata indipendenza, almeno nella gestione degli affari interni tanto da introdurre l'ostracismo proprio a favore del partito filopersiano. Questo atteggiamento permise di conservare gli essenziali benefici commerciali e di mantenere alta la reputazione dell’Artemision che non subì alcuna spoliazione: Serse, crudele devastatore di santuari ellenici, si astenne infatti dal distruggere il tempio. La liberazione dal dominio persiano si pose con forza alla fine delle guerre persiane. Gli Ateniesi accolsero l’invito degli Ioni e si presentarono come liberatori: Cimone assunse così il comando della spedizione e nel 470 liberò le poleis della costa, tra cui anche Efeso e che entrarono a far parte della lega delio-attica dove era tenuta al pagamento di un tributo in denaro. Con il passare del tempo le città manifestarono insofferenza verso Atene e ciò permise ai Persiani di riguadagnare il controllo sulla regione e determinò lo scoppio della cosiddetta ‘guerra ionica’: Tissaferne incitò gli Efesini a ribellarsi contro gli Ateniesi affermando che la sua azione era condotta dietro richiesta della stessa dea efesina. Nel 410 lo stratego ateniese Trasillo tentò di recuperare Efeso attaccandola con una flotta, ma subì una pesante sconfitta davanti alla polis che era divenuta una delle principali basi militari persiane. A ricordo di questa battaglia il satrapo sacrificò, secondo il rito persiano, sull’altare dell’Artemision; gli Efesini innalzarono due trofei nella pianura e ringraziarono Siracusani e Selinuntini, da poco aggregati con alcune navi alla flotta peloponnesiaca e mandati in loro aiuto.Dopo la sconfitta di Atene, i Lacedemoni inviarono subito una flotta sotto il comando di Lisandro ad Efeso, prescelta per la sua posizione strategica come principale base di appoggio della squadra navale peloponnesiaca in Asia Minore. Questo determinò il ritiro dei Persiani, mentre Lisandro si dedicò alla fortificazione della cittadina che assunse l’aspetto di una vera e propria base militare; con l’appoggio anche delle influenti famiglie efesine, Lisandro uscì vincitore dal conflitto e insediò in città un governo oligarchico che rimase al potere almeno fino al 396.
Cessata la guerra peloponnesiaca e rientrato Lisandro in patria, nel 403 gli Efesini furono nuovamente minacciati da Tissaferne e inviarono ambasciatori a Sparta per chiederle di impedire il saccheggio del territorio: Efeso tornò ad essere utilizzata dai Lacedemoni come base militare principale. Nella primavera del 395 fu radunato ad Efeso il nuovo esercito e Agesilao per infondere coraggio ai soldati e porre la campagna militare sotto la protezione della dea, con le truppe vittoriose nei ginnasi offrì le corone agonali come ex-voto ad Artemide. Come già aveva fatto Creso, partecipando ai lavori di ricostruzione dell’edificio, anche Agesilao volle proporsi come nuovo fondatore del tempio e progettò di sostituire le colonne con alcune ornate con il proprio nome. L’offerta non fu però portata a termine a causa del precipitoso rientro in patria di Agesilao per lo scoppio della guerra corinzia.  Per la sua posizione e il suo ruolo nella Ionia Efeso, dopo la firma della pace di Antalcida, si trovò coinvolta nella serie di conflitti che tra il 365 e il 360 videro scontrarsi diversi satrapi. Polieno riferisce che un cittadino di Efeso, desideroso di sostituire al governo oligarchico filopersiano un regime di tendenza democratica, aveva sottratto la polis alla tutela di Mausolo che si mosse contro di lui, ma trovò il popolo efesino restio ad accoglierlo. L’incendio che nel 356 distrusse l’Artemision deve essere messo in relazione proprio con gli attacchi cari e i tentativi di difesa della propria autonomia da parte dei cittadini. Gli storici antichi riferiscono che responsabile della distruzione del santuario fu Erostrato, che voleva compiere un gesto che eternasse il suo nome. Sempre Polieno racconta che l’incerta situazione politica efesina spinse il Gran Re ad un intervento per frenare i tentativi dei cittadini per rendersi indipendenti. Autofradate, mascherandosi dietro finte trattative di pace, invitò gli arconti presso di lui per discutere sulle possibilità di una riconciliazione; invece approfittò della situazione per conquistare Efeso uccidendo molti degli abitanti e devastandola crudelmente. Ripreso il controllo della cittadina, i Persiani vi insediarono il tiranno Syrface. Il suo regime autoritario condusse alla nascita di un partito filo-macedone, poiché la Macedonia appariva agli Efesini come l’unica potenza in grado di fornire loro l’aiuto necessario per recuperare l’autonomia.
Solo dopo essere uscito vittorioso a Cheronea nel 338 e aver stipulato con i Greci un patto a Corinto, Filippo II si dedicò ai preparativi per la campagna militare in Asia. Gli abitanti di Efeso si ribellarono subito e scacciarono Syrface, ristabilirono la democrazia e, in segno di riconoscenza nei confronti di Filippo, eressero una statua nel tempio.  Per quanto Parmenione e Attalo fossero riusciti a creare nelle città ioniche un ambiente politico favorevole alla dinastia macedone, e governi democratici fossero stati insediati nelle varie città la situazione cambiò in breve tempo per l’improvvisa morte di Filippo. Efeso fu teatro di una controrivoluzione: gli oligarchici, approfittando del ritiro dei generali macedoni dopo la morte di Filippo, ripresero forza, scacciarono i democratici e favorirono il ritorno al governo della cittadina del tiranno Syrface e di suo figlio. Il despota strinse un patto con Memnone di Rodi il quale, giunto ad Efeso, con i suoi mercenari operò il saccheggio dell’Artemision e l’abbattimento della statua di Filippo.

### Efeso e Alessandro Magno
Nella guerra contro i Persiani Alessandro Magno entrò in Efeso e fu accolto come un dio, dopo la sua morte Efeso nel 313 a.C. cadde sotto il dominio di Kyldop in nome dei Macedoni, però gli scontri e le lotte di potere si estesero a tutta l'Anatolia per diversi anni e si alternarono a periodi brevi d'indipendenza, periodi di dominio di Pergamo, della repubblica romana, del regno del Ponto, e con la sconfitta ad opera dei Romani di Mitridate VI del Ponto, Efeso fu definitivamente sotto Roma.

### Efeso all'epoca dell'impero romano
Marco Antonio dopo la battaglia di Filippi venne ad Efeso dove fu accolto con feste dionisiache da lui gradite. Quando i suoi rapporti con Ottaviano cominciarono a peggiorare Antonio mandò il suo esercito in Cilicia e con Cleopatra tornò ad Efeso, le sue navi si unirono a quelle di Cleopatra e ci fu la battaglia di Azio che sancì la vittoria di Ottaviano e la nascita dell'impero romano. Già nel 29 a.C. il proconsole Sextus Appuleius provvide alla pavimentazione stradale, mentre Ottaviano finanziò la costruzione di due acquedotti. Durante il regno di Ottaviano Augusto, Efeso divenne la capitale della provincia romana nell'Asia Minore, sede del prefetto romano e si trasformò in una metropoli centro di commerci con più di 200 000 abitanti. (Le rovine rimaste oggi sono quasi tutte del tempo di Augusto). L'imperatore Adriano venne ad Efeso due volte, la seconda nel 129, e si occupò del dragaggio del porto.

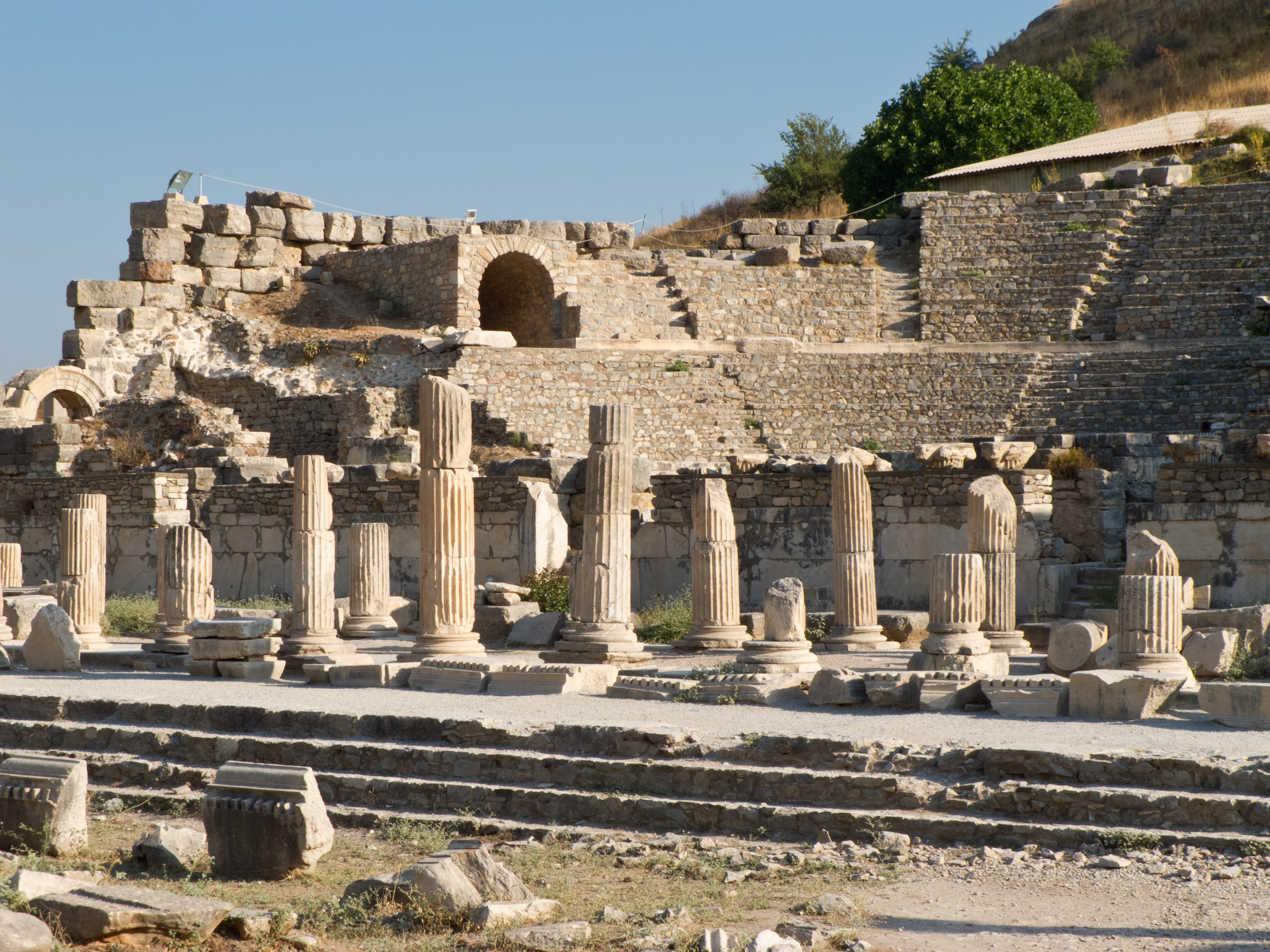
Odeon in Efeso.

Già nella prima metà del I secolo si era diffusa la nuova religione cristiana e Paolo di Tarso fu ad Efeso nel 53. I commercianti che vendevano statuette di Artemide, istigati da un orefice di nome Demetrio, manifestarono contro San Paolo che aveva criticato la realizzazione delle statuette della dea, al grido di "grande è la Diana degli Efesini!" (Atti, 18:23-21:16). Dopo questo episodio, San Paolo partì per la Macedonia, in seguito tornò nella Ionia ma si stabilì a Mileto. Dopo l'uccisione a Roma di San Paolo capo della chiesa di Efeso fu San Giovanni a cui Cristo aveva affidato la madre.
All'angelo e alla comunità cristiana di Efeso, Giovanni indirizza la prima delle lettere alle Sette Chiese dell'Asia, da lui fondate.
San Giovanni fu preso, torturato ed esiliato a Patmo dove, secondo la tradizione scrisse l'Apocalisse. Sempre secondo la tradizione tornò poi ad Efeso, scrisse il Vangelo, morì e fu sepolto, secondo quanto disposto nel suo testamento, dove si trova la chiesa a lui dedicata. Le più accreditate tesi sulla storia delle Scritture concordano nell'identificare in Efeso il luogo in cui fu scritto il Vangelo secondo Giovanni, tra il 90 e il 100 d.C.
Nell'anno 262 una flotta di 200 navi di Goti partita dalla Crimea passò il Bosforo e raggiunse e invase Efeso dove distrusse bruciandolo il tempio di Artemide. Il tempio, considerato una delle Sette meraviglie del mondo antico, fu ricostruito dagli Efesini. Fu, quindi, distrutto ancora una volta e definitivamente nel 401 per ordine di san Giovanni Crisostomo, arcivescovo di Costantinopoli.
Nel 431 si tenne il Concilio di Efeso, su disposizione dell'imperatore Teodosio II, per sedare due fazioni contrastanti: la prima sosteneva che Maria fosse, oltre che Madre di Cristo (Cristòtokos), anche Madre di Dio (Theotòkos), professando la duplice natura di Gesù, umana e divina; l'altra invece era convinta che Maria fosse madre solo di Gesù uomo. Al concilio parteciparono duecento vescovi. Nei verbali del concilio è scritto che Giovanni prese con sé Maria e venne ad Efeso e si stabilì per un periodo a Museion, che era proprio nel posto dove è la chiesa della Madonna. San Giovanni nonostante l'età avanzata viaggiò in tutta l'Anatolia per diffondere il cristianesimo, mentre cresceva l'ostilità contro i Cristiani.

### Epoca medioevale
Efeso rimase la città più importante dell'Impero bizantino in Asia dopo Costantinopoli nei secoli V e VI. L'imperatore Arcadio alzò il livello della strada tra il teatro e il porto. La basilica di San Giovanni fu costruita durante il regno dell'imperatore Giustiniano I nel VI secolo.
Gli scavi effettuati nel 2022 indicano che ampie parti della città furono distrutte nel 614/615 da un conflitto militare, durante il regno di Eraclio il Grande, molto probabilmente durante la guerra sasanide, che diede inizio a un drastico declino della popolazione e del tenore di vita della città.
L'importanza della città come centro commerciale diminuì ulteriormente, poiché il porto, oggi a 5 chilometri nell'entroterra, fu lentamente insabbiato dal fiume (oggi Küçük Menderes), nonostante i ripetuti dragaggi effettuati nel corso della storia della città. La perdita del porto fece sì che Efeso perdesse l'accesso al Mar Egeo, importante per il commercio. La gente iniziò a lasciare la pianura della città per le colline circostanti. Le rovine dei templi furono usate come mattoni per costruire nuove case. Le sculture di marmo venivano ridotte in polvere per ottenere la calce per l'intonaco.
Nel VI secolo sulla collina di Ayasuluk fu costruita una basilica dedicata a San Giovanni e la popolazione di Efeso cominciò a trasferirsi sulle pendici della collina perché il porto aveva perduto la sua importanza ed Efeso stava declinando, mentre la collina aumentava di popolazione e d'importanza, favorita anche dalla costruzione della chiesa al posto della basilica costruita precedentemente dall'imperatore Giustiniano. Nel VII e VIII secolo le coste dell'Anatolia furono soggette alle incursioni degli Arabi e fu facile per loro il saccheggio di Efeso, essendo scomparsa l'unità dell'Anatolia. Dopo questi avvenimenti la difesa si concentrò sulla collina di Ayasuluk, che nel frattempo crebbe di prestigio mentre la vecchia Efeso andò in rovina. 
I saccheggi degli arabi, prima nel 654-655 da parte del califfo Muawiyah I e poi nel 700 e nel 716, accelerarono ulteriormente il declino.
Quando i Turchi Selgiuchidi conquistarono Efeso nel 1090, essa era un piccolo villaggio. I Bizantini ne ripresero il controllo nel 1097 e cambiarono il nome della città in Hagios Theologos. Mantennero il controllo della regione fino al 1308. I crociati di passaggio si stupirono che ci fosse solo un piccolo villaggio, chiamato Ayasalouk, laddove si aspettavano una città vivace con un grande porto. Anche il tempio di Artemide era stato completamente dimenticato dalla popolazione locale. I crociati della Seconda Crociata combatterono i Selgiuchidi appena fuori dalla città nel dicembre 1147.
Venezia e Genova vi stabilirono i loro rispettivi consolati e divenne sede vescovile della Chiesa Cattolica a seguito della quarta crociata. Sotto il dominio ottomano, la città venne abbandonata definitivamente

## Gli scavi
Col passare del tempo la città fu dimenticata del tutto, la costruzione della ferrovia da Istanbul a Baghdad con la stazione di Ayasuluk fu l'occasione per cui si intrapresero i primi scavi nel 1869 alla ricerca del tempio di Artemide, scavi che furono abbandonati, poi ripresi più volte da varie missioni di archeologi europei e in particolare da John Turtle Wood.
Scavi condotti in campagne del 1904-1905 nel basamento del tempio, in uno strato precedente al 560 a.C., hanno portato alla luce il più importante documento monetario, consistente in un cospicuo gruppo di monete globulari in elettro (lega di oro e argento, a basso contenuto d'oro), recanti striature o tipi su una sola faccia, mentre l'altra (il rovescio) è segnata da un punzone. Siamo probabilmente nel 640-630 a.C., ma l'ipotesi non è da tutti condivisa.

## Le mura
La cinta muraria lunga 8 km circonda tutta la città, è costruita con blocchi di pietra squadrata ed era larga due metri e alta sei, spesso sostenute da piccole torri quadrangolari, la sola torre di fronte al porto è a due piani ed è chiamata dalla gente "la prigione di San Paolo". L'entrata e l'uscita dalle mura era assicurata da due porte. Con la pax romana di Augusto che durò dal I al III secolo non vi fu più bisogno di difendersi e le mura furono trascurate, durante il periodo bizantino Efeso perse importanza e divenne povera economicamente, la sua popolazione diminuì e fu più difficile difendersi dagli attacchi dei nemici con porte che avevano una grande lunghezza, si restrinse allora la cinta con nuove dimensioni più modeste e con più economia.

## L'Agorà civile
Si tratta di una piazza di 160x58 m con l'asse lungo orientato a sud-ovest. La sistemazione risale all'epoca di Augusto: il lato nord prevedeva una lunga stoà-basilikè, una basilica, un edificio a tre navate dedicato tra il 4 e l'11 d.C. ad Artemide, Augusto e Tiberio da parte di un ricco evergete locale, C. Sextilius Pollio. A nord di questa basilica vi era un temenos con due tempietti dedicati a Roma e Cesare inserito tra due tipici edifici greci: un Pritaneo e un Bouleuterion. Nella piazza fu costruito un tempietto dedicato al culto di Augusto dando perciò alla piazza l'aspetto di un vero Sebasteion. In epoca antonina il culto dell'imperatore sarà trasferito nel tempio sub-urbano di Artemide.

## L'Agorà commerciale
Rappresentava il vero centro della città. Si tratta di una grande piazza quadrata (tetragona) monumentalizzata a partir dall'età di Augusto grazie anche all'intervento di evergeti locali. In età neroniana fu costruita una via porticata che conduceva al vicino teatro. Adiacente al porticato della piazza si trovano importanti edifici come la Biblioteca di Celso e l'Altare degli Antonini, un monumento dalla forma simile all'Altare di Zeus di Pergamo ma di dimensioni ridotte. Il monumento, dedicato a Marco Aurelio e Lucio Vero con bassorilievi raffiguranti episodi delle Guerre Partiche e scena di apoteosi di Lucio Vero.

## Terme
Vi erano ben quattro impianti termali. Il più grande situato a nord-ovest della agorà civile, detto Terme del Porto. Furono ultimate nel III secolo e contengono, oltre ai consueti ambienti, due "sale marmoree" di transito che svolgevano una funzione di omaggio e esaltazione della figura dell'imperatore. Adiacente alle terme del porto vi è il singolare Portico di Verulanus: un enorme piazzale con funzione di palestra, quadrato e circondato da portici, costruita al tempo di Adriano. In altri quartieri periferici a nord e a est vi erano le terme di Vedius, del Teatro e quelle orientali.

## Arkadianè
Dal teatro, lungo il portico di Verulanus e le terme del porto, in direzione del porto partiva una platēa, un'ampia strada porticata, la cui ultima sistemazione risale all'imperatore d'Oriente Arcadio.

## Il Teatro

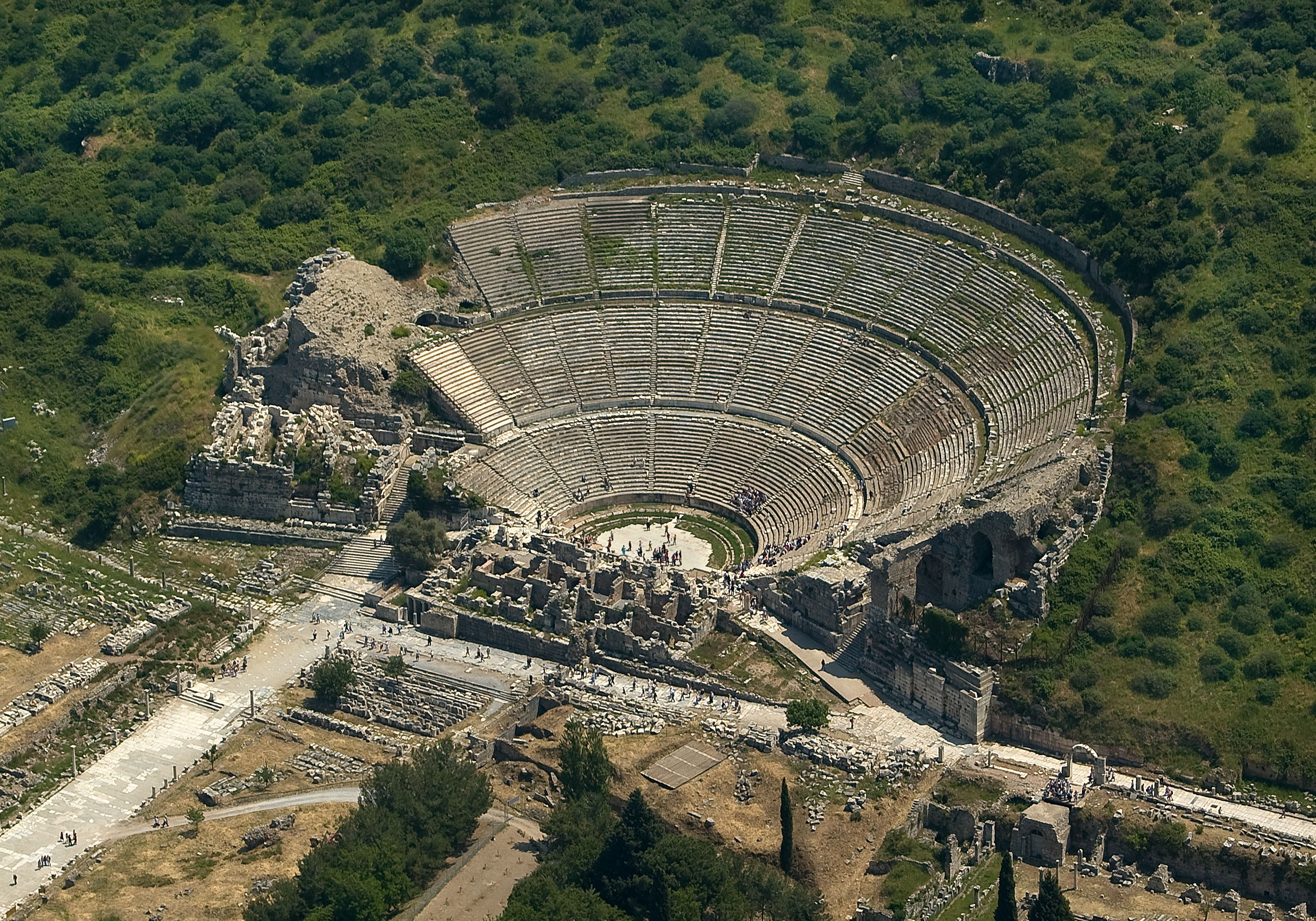
Il teatro di Efeso.

Situato nella parte orientale della città, tra l'agorà commerciale e le terme del teatro, l'impianto originale è ellenistico ma ha subito interventi successivi. È un teatro a "schema greco", cioè con la cavea che supera il semicerchio. La cavea fu ulteriormente ingrandita durante il periodo di Claudio e Nerone fece costruire la frons scaenae. Aveva una capienza di 24.000 spettatori, è celebre per l'episodio narrato negli Atti degli Apostoli in cui San Paolo venne duramente contestato dai venditori di statuine di Artemide al grido di "grande è la Diana degli Efesini".

## La chiesa di San Giovanni e la casa della Vergine
Secondo alcune fonti, l'apostolo Giovanni soggiornò e morì ad Efeso; secondo altre fonti con lui avrebbe dovuto esserci anche Maria; tale ipotesi, non accertata, è negata da alcune fonti.
Sul sito a Efeso considerato sede del sepolcro di Giovanni fu costruita una basilica nel VI secolo, sotto l'imperatore Giustiniano, della quale oggi rimangono solo tracce.
Ad alcuni chilometri a sud di Efeso si trova una piccola cappella conosciuta come casa di Maria. Preceduta da un vestibolo del VII secolo, la piccola costruzione risale al IV secolo. Sono state trovate tracce di fondamenta risalenti probabilmente al I secolo.

## La caverna dei sette dormienti
Nei pressi di Efeso si trova una caverna, detta dei sette dormienti, al centro di una vicenda leggendaria comune sia alla tradizione cristiana che a quella musulmana, citata sia nella Legenda Aurea che nella diciottesima sūra del Corano, la "sura della caverna".
Negli scavi eseguiti a Efeso si sono trovati i ruderi della chiesa e centinaia di tombe. Sia sui muri della chiesa che sulle tombe del VI secolo ci sono scritte collegate alla vicenda dei sette dormienti considerati santi e per diversi secoli i credenti continuarono ad essere sepolti in questo luogo, dove una credenza ritiene sia sepolta anche Maria Maddalena.
Efeso è inoltre la città natale dello scrittore Androne di Efeso, autore di un'opera sui Sette savi che pare s'intitolasse Τρίπους..

## I monumenti e le costruzioni caratteristiche
- La porta di Magnesia
- Il Ginnasio dell'Est
- L'Agorà civile e quella commerciale
- La basilica
- le terme di Vario, quelle di Scolastica e quelle bizantine
- L'odeon o "teatro piccolo"[40]
- Il teatro[41]
- Lo stadio
- I templi della dea Roma e di Giulio Cesare
- Il tempio di Adriano[42]
- Il tempio di Domiziano
- Il tempio di Serapide
- Il tempio di Artemide
- Il Pritaneo
- Le case delle pendici
- La latrina pubblica
- Il postribolo o casa dell'amore
- Le fontane di Pollio, di Traiano e quella bizantina
- La galleria con le iscrizioni
- L'ottagono
- La porta di Adriano e quella di Mazzeo e Mitridate
- La biblioteca di Celso
- Il monumento di Memmio[43]
- I ginnasi di Vedio, dell'Est, del porto e del Teatro
- Il viale di marmo, la via del Porto e la via dei Cureti
- Il porto
- La caverna dei sette dormienti di Efeso

### Il museo di Efeso
Il museo costruito nel 1929 come semplice deposito per gli scavi, visto il flusso di visitatori, è stato poi opportunamente ampliato e strutturato per raccogliere le opere trovate negli scavi, non in ordine cronologico ma in gruppi secondo il luogo di ritrovamenti. È costituito da 10 saloni:
1. Reperti delle case
2. Reperti delle fontane
3. Nuovi reperti
4. Numismatica e preziosi
5. Tesoro di Tulum
6. Tesoro di Ayasuluk
7. Giardino
8. Reperti di tombe
9. Sala di Artemisia
10. Sala del culto degli imperatori

## Galleria d'immagini
Efeso

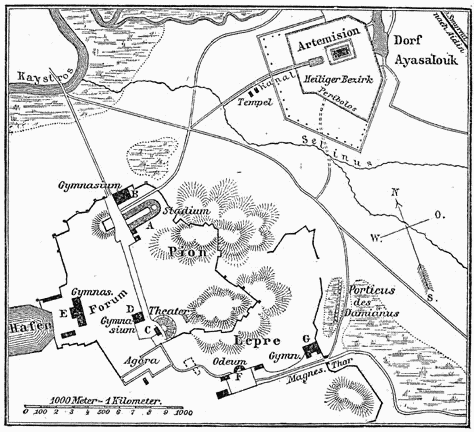
Planimetria dell'antica città di Efeso
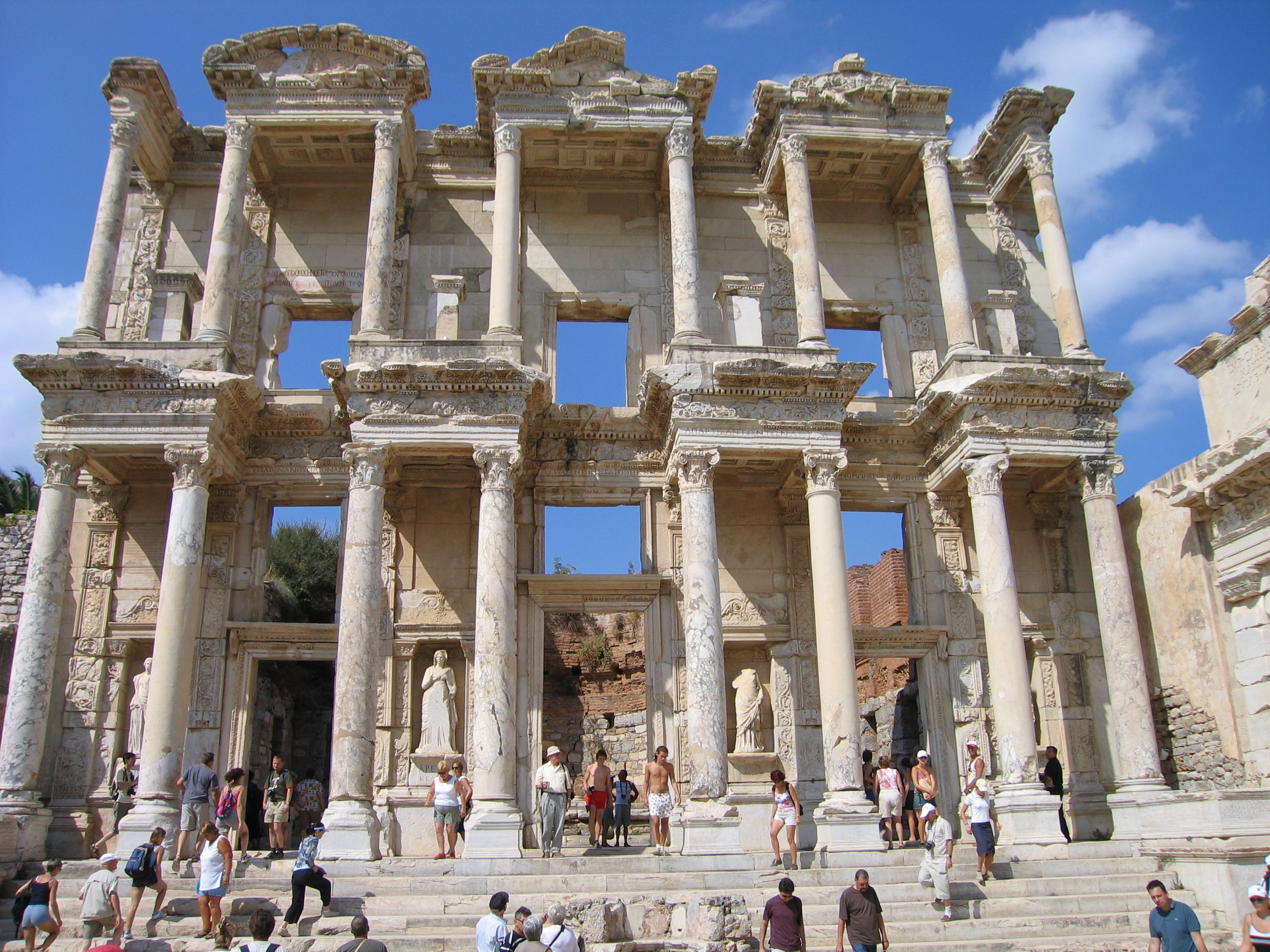
Biblioteca di Celso
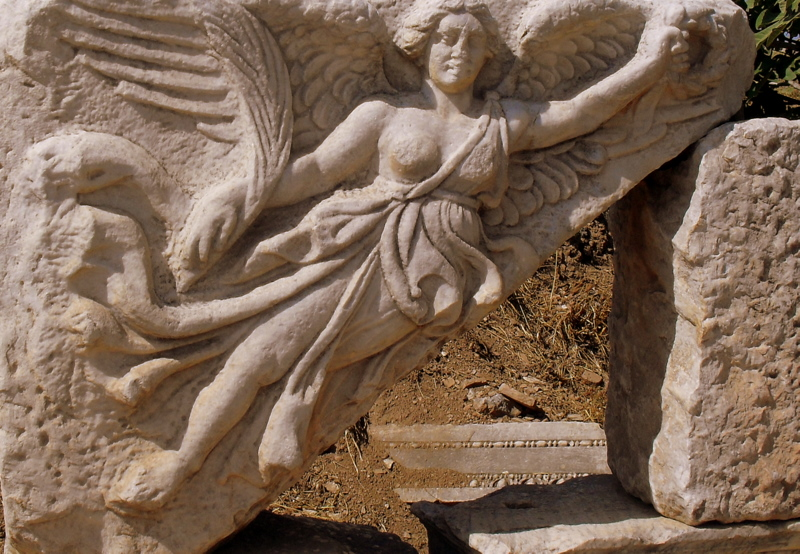
Nike
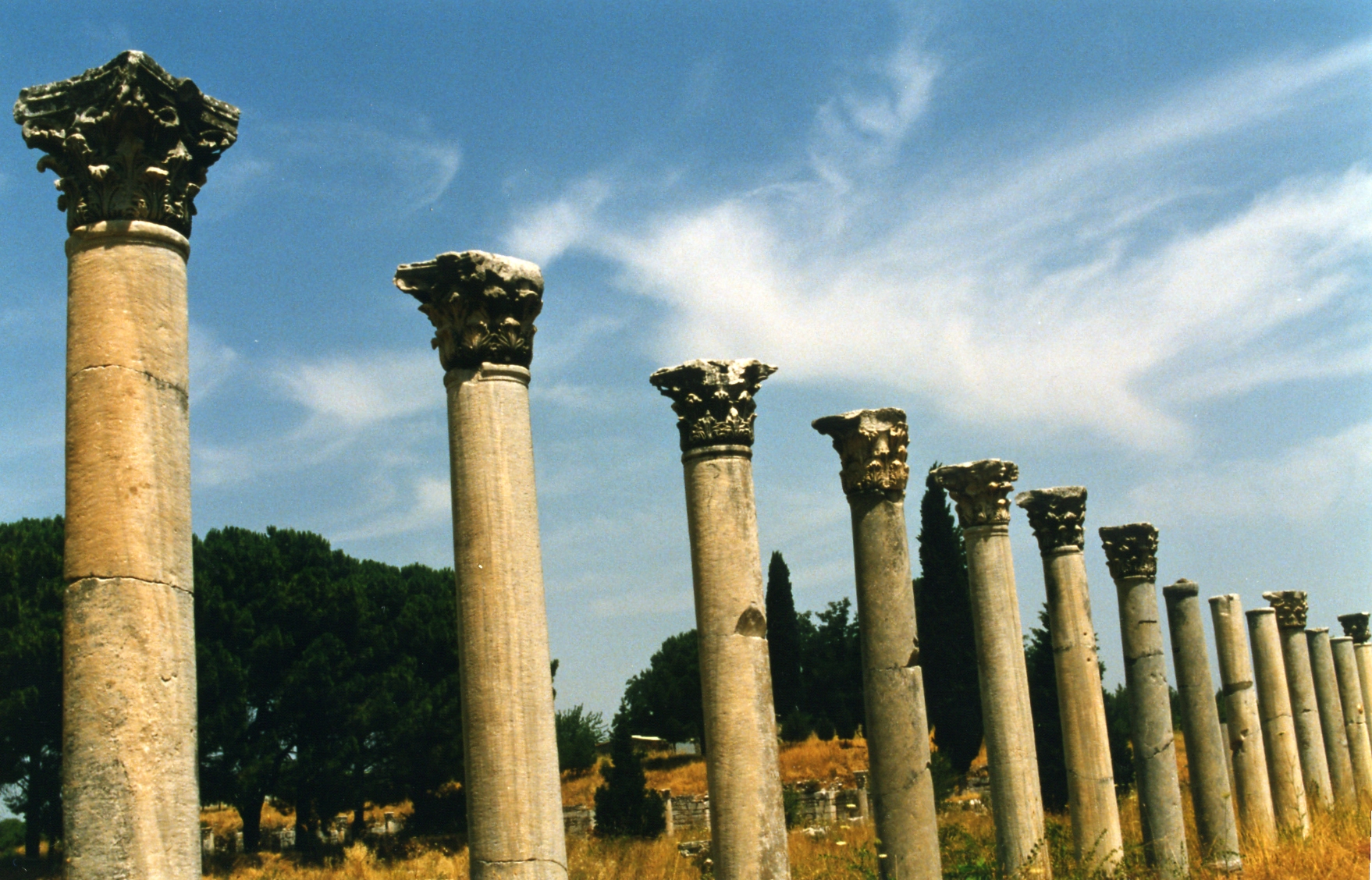
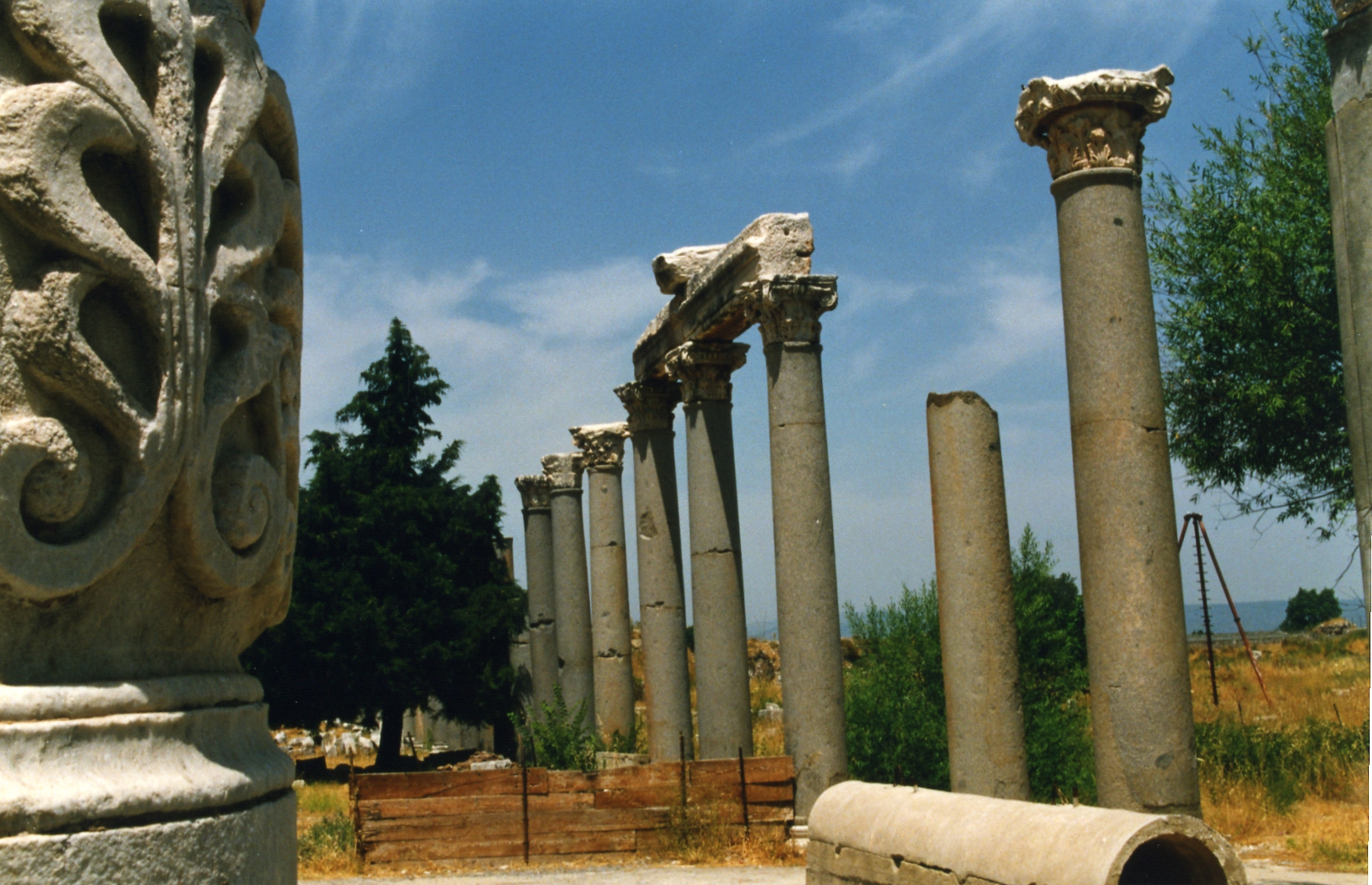
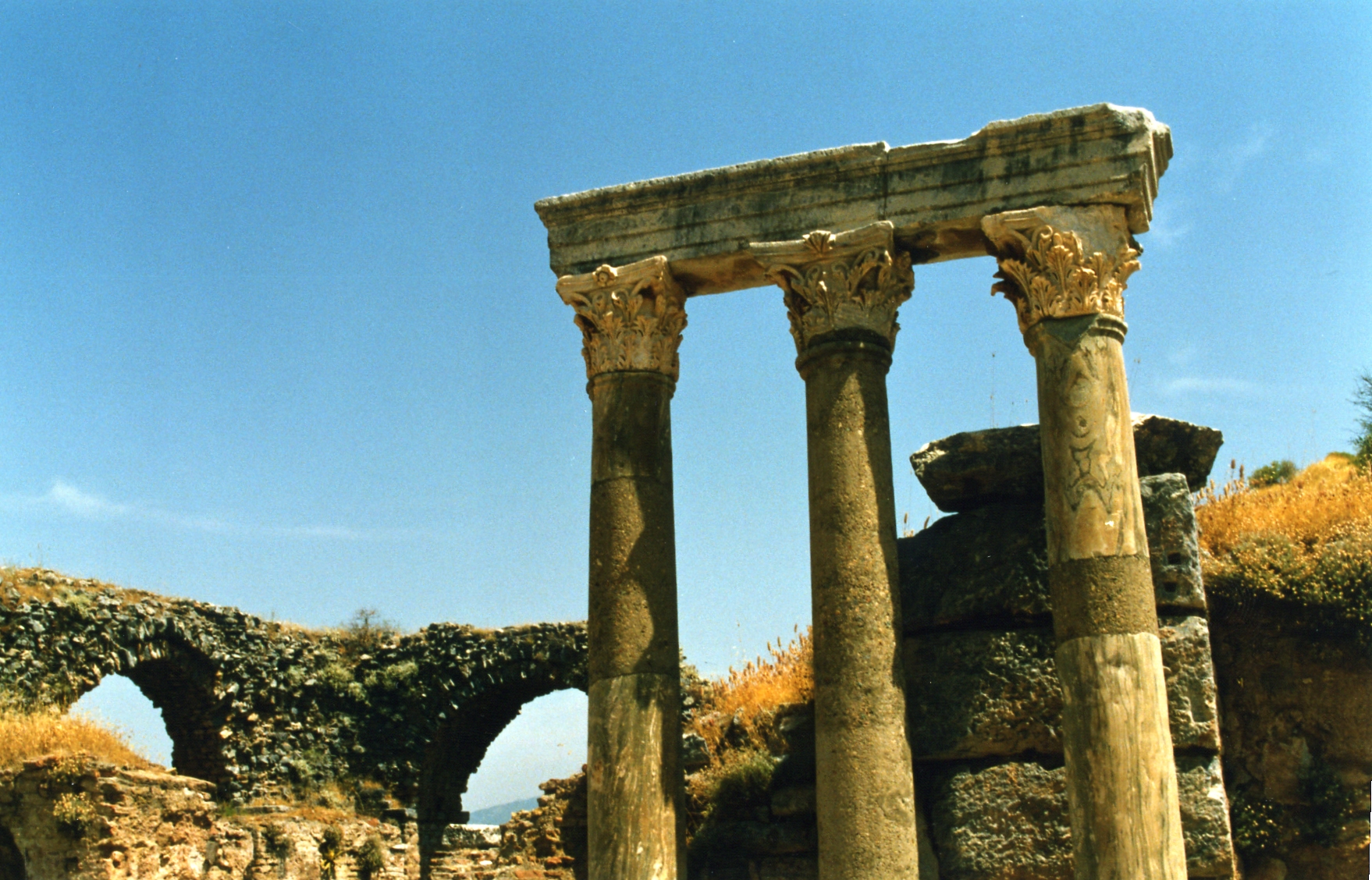
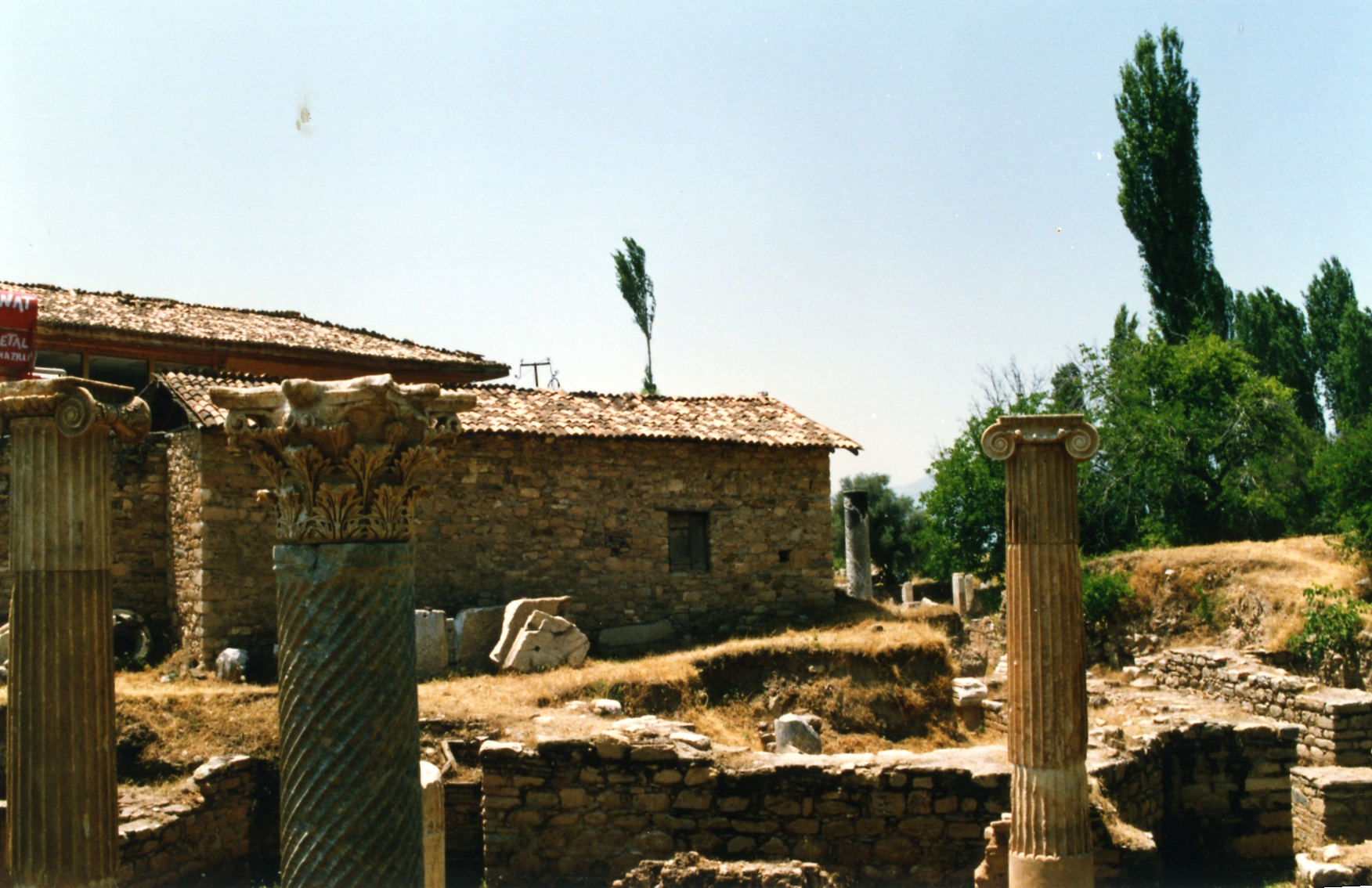
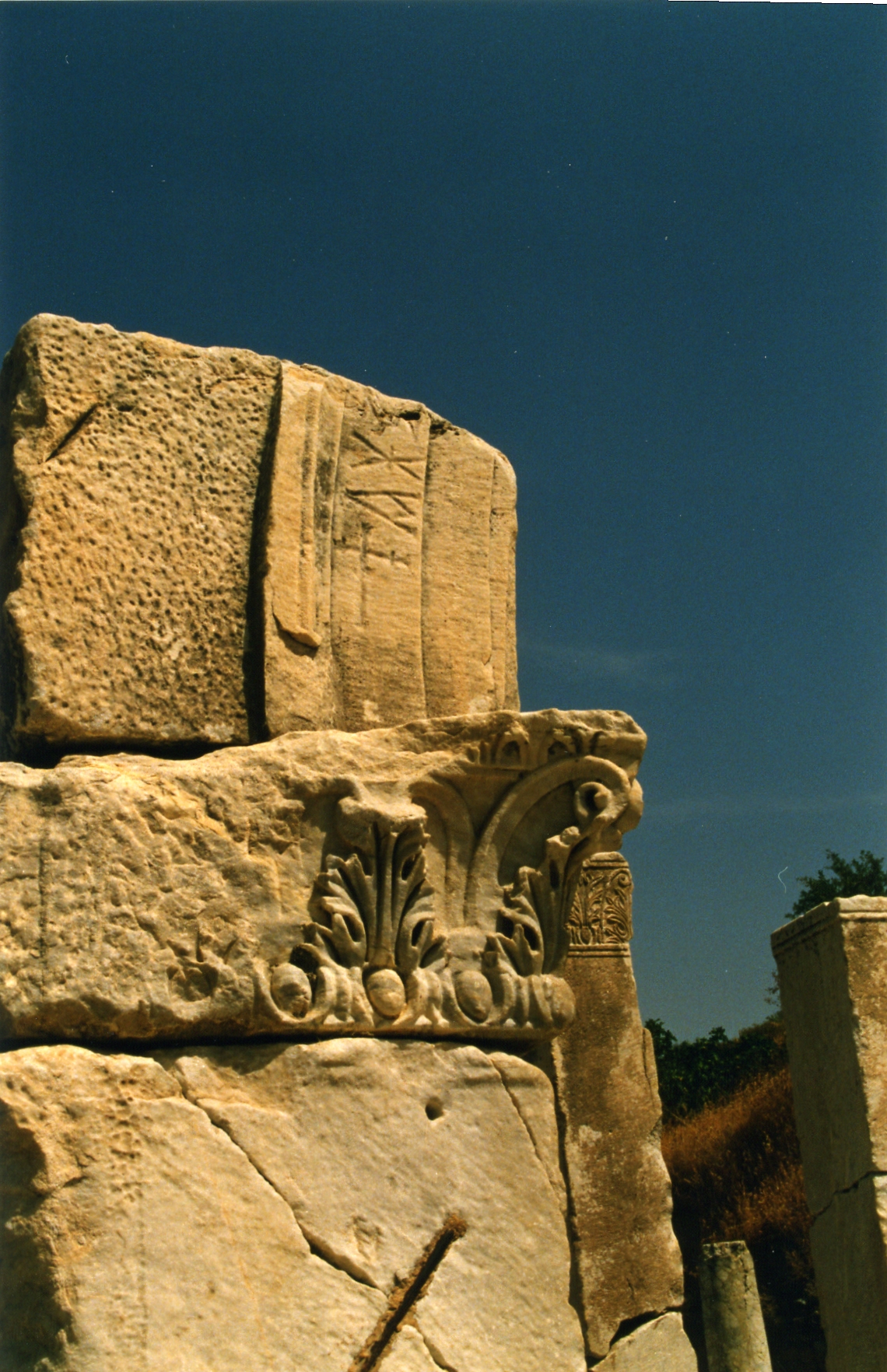
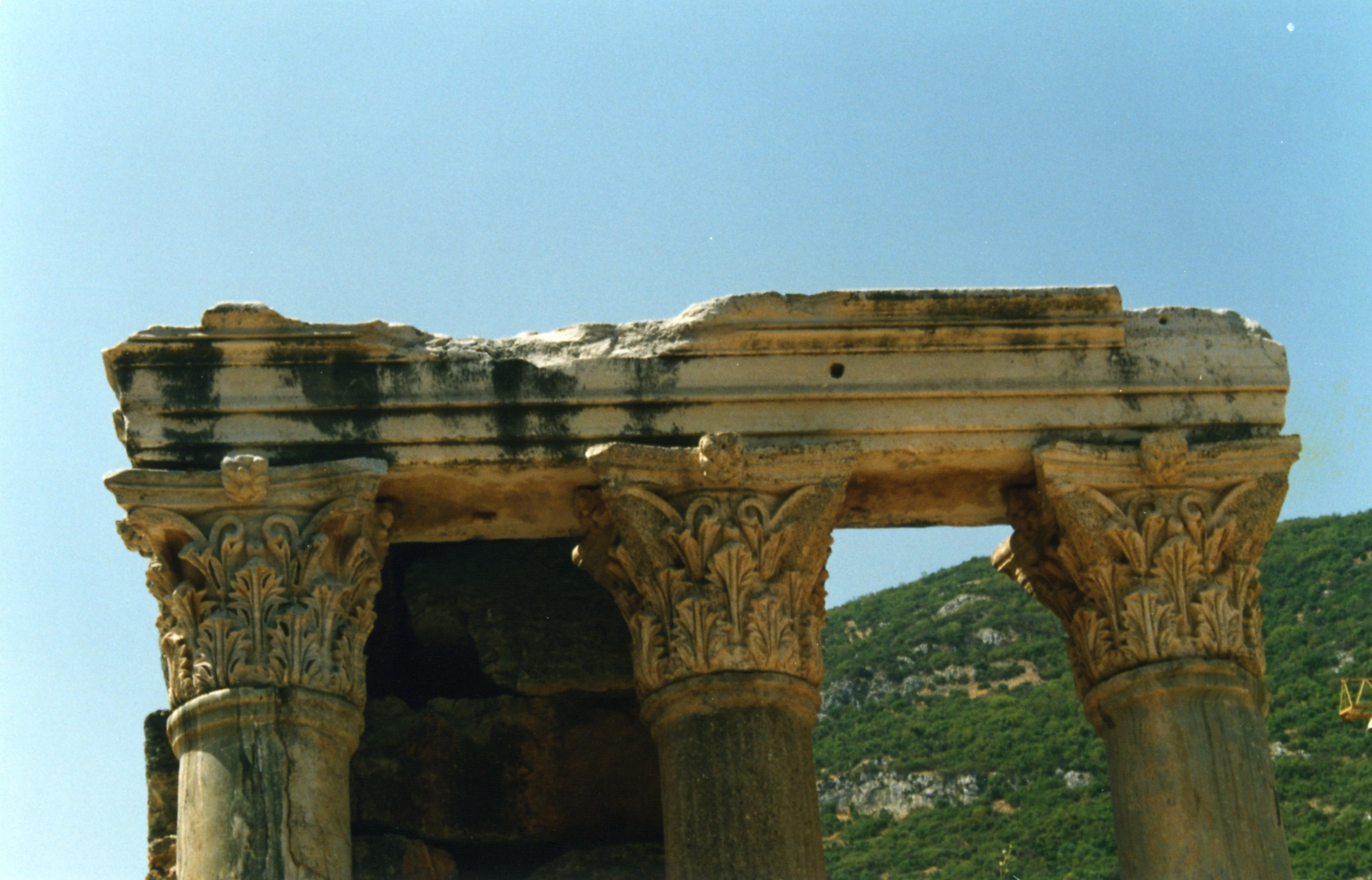
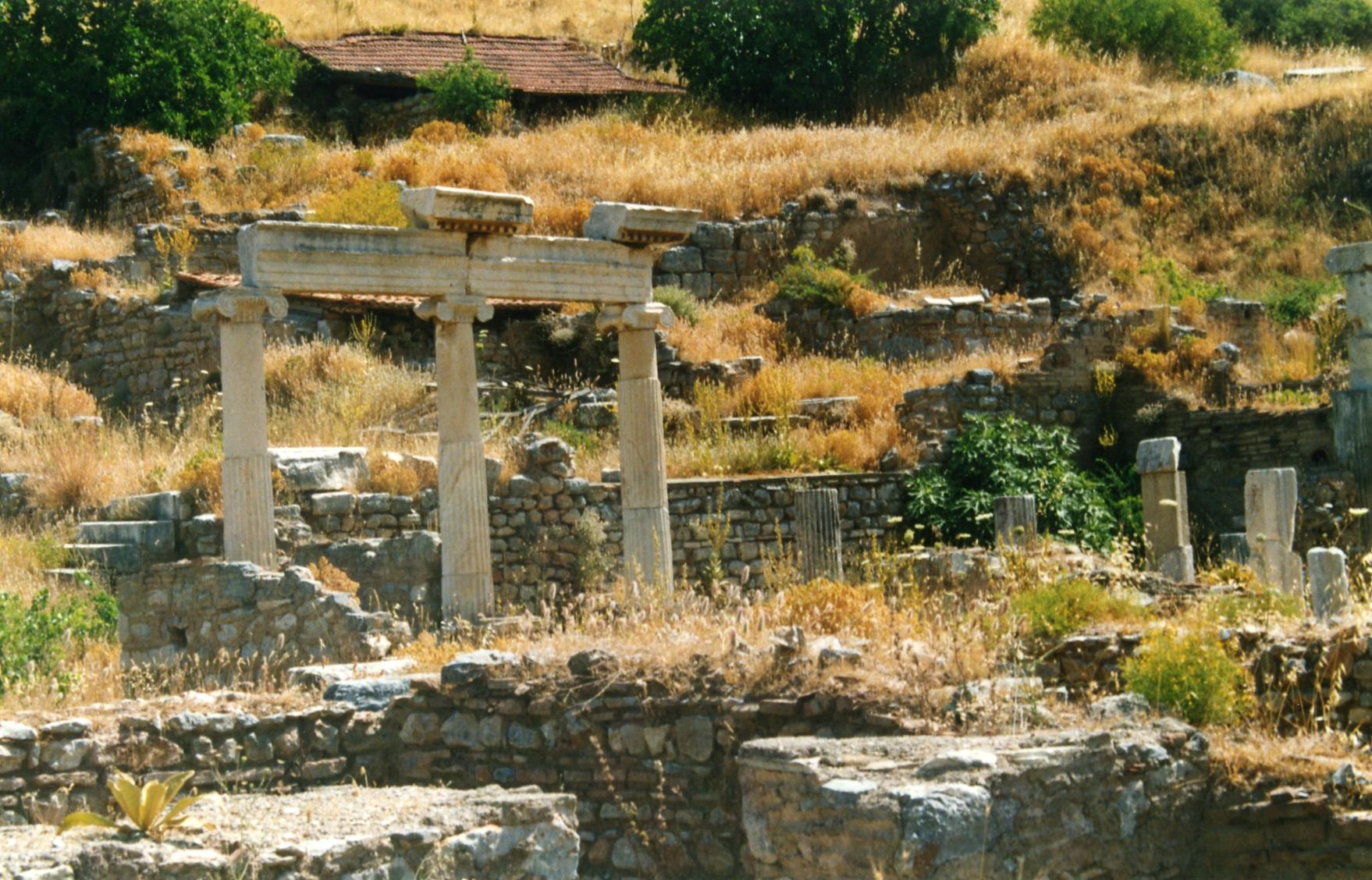
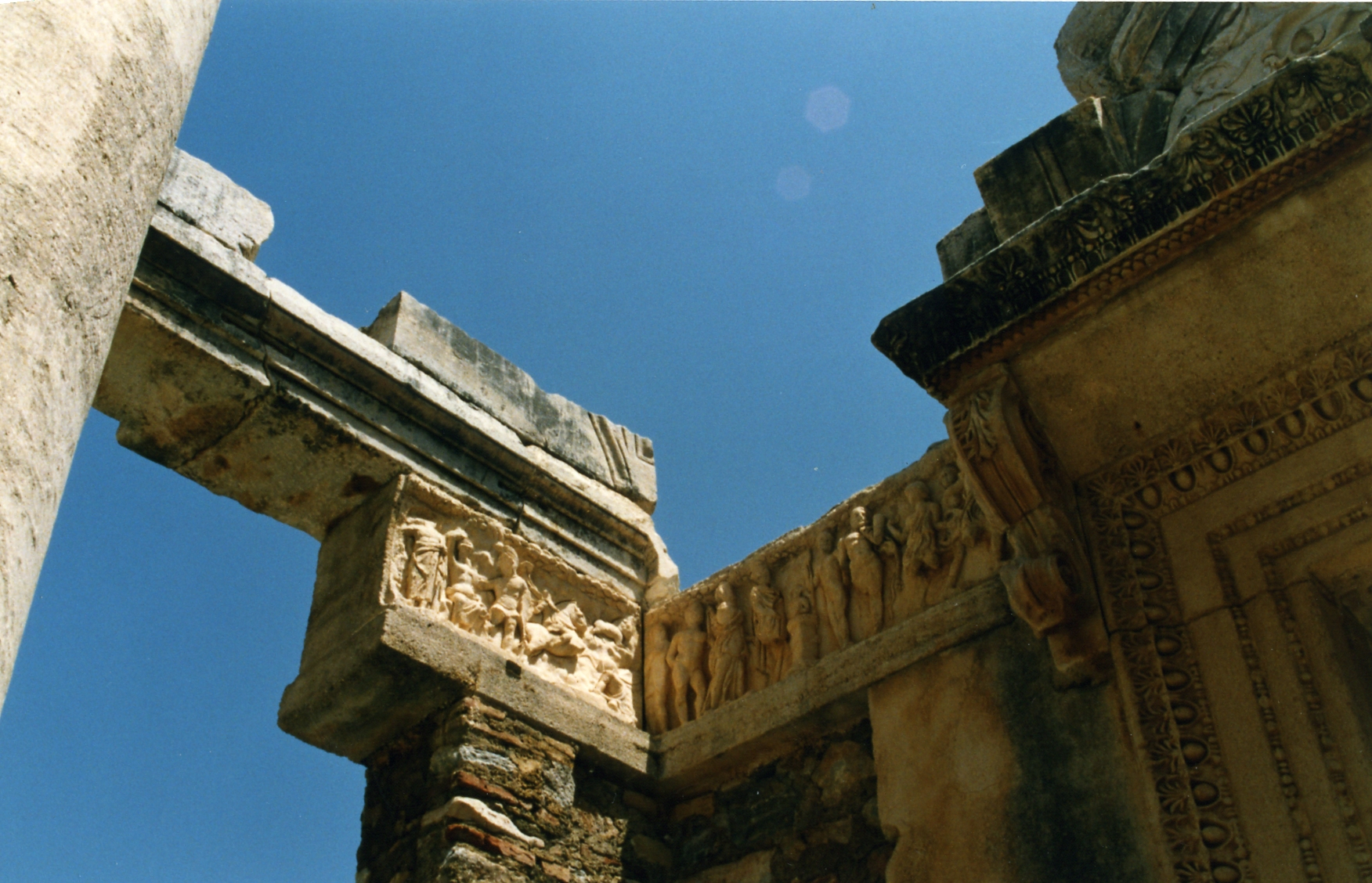
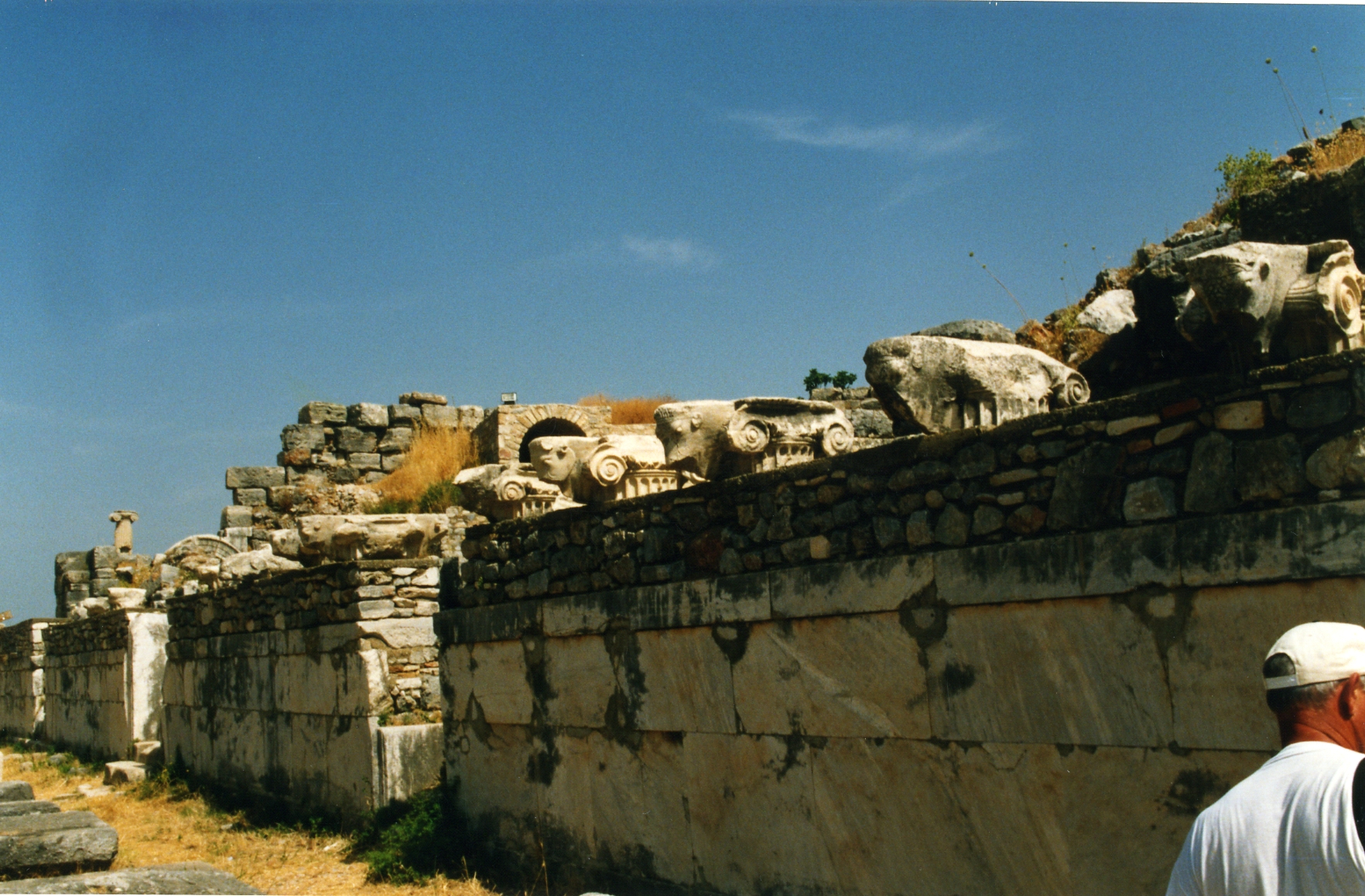
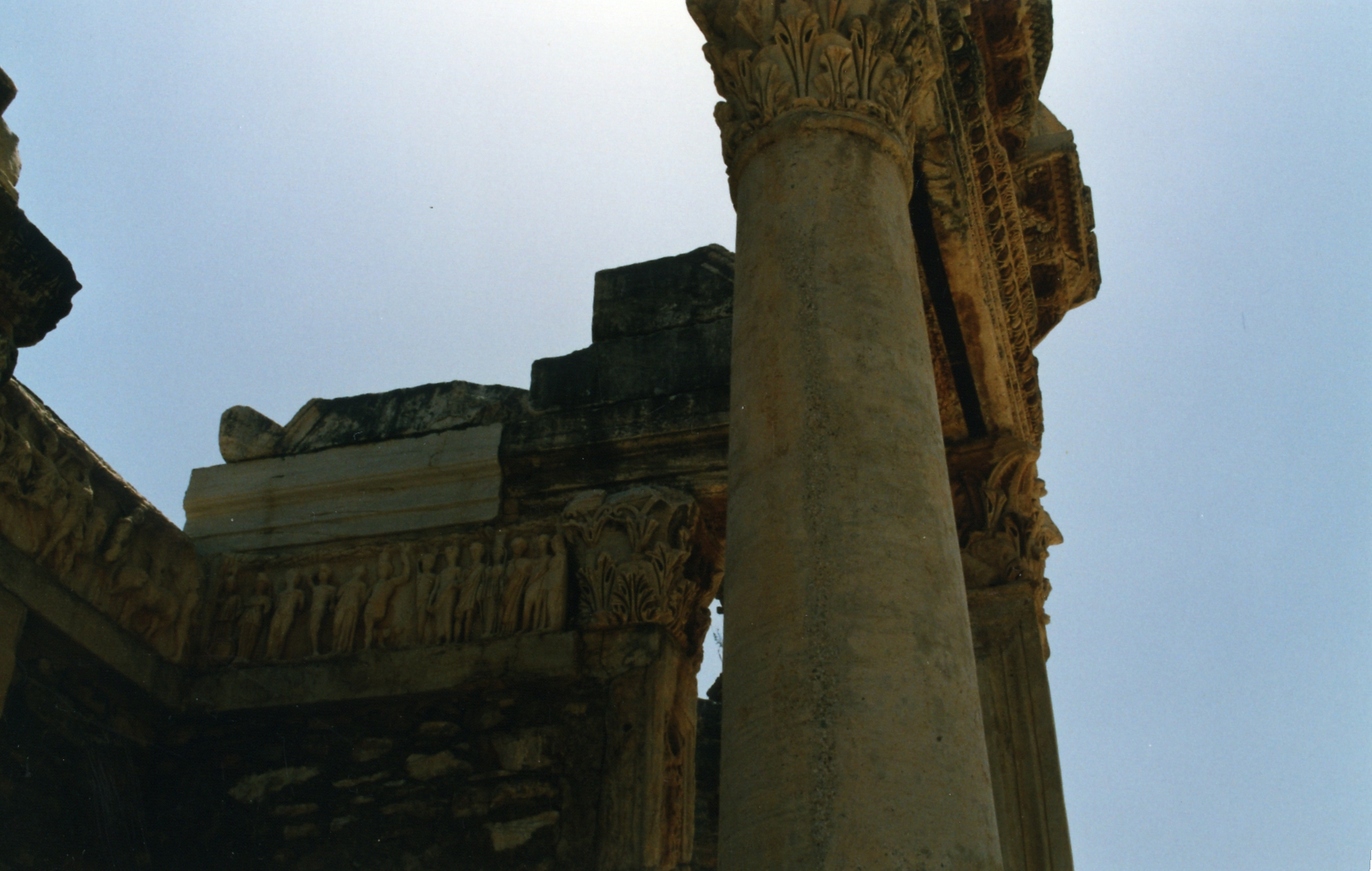
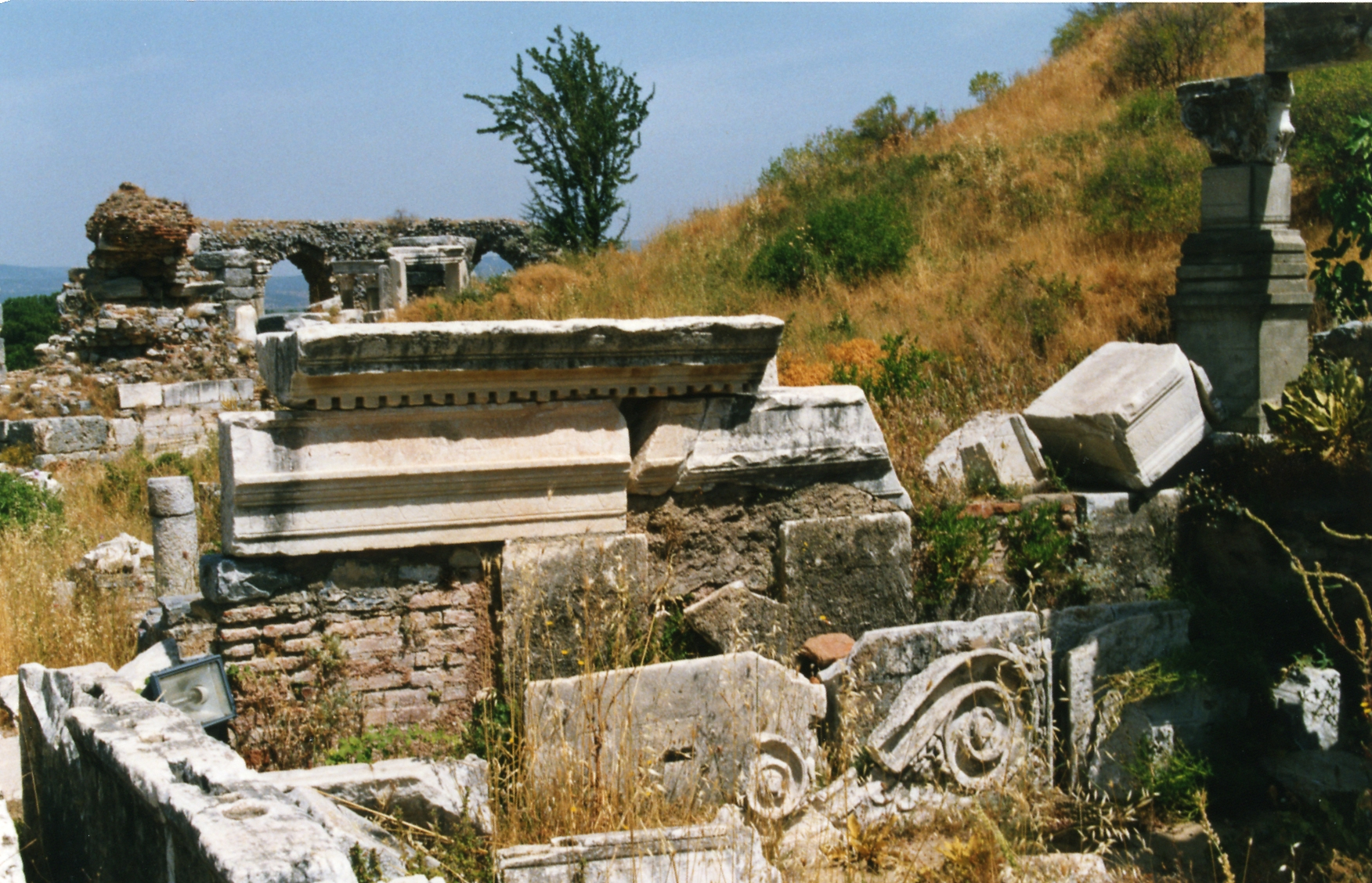
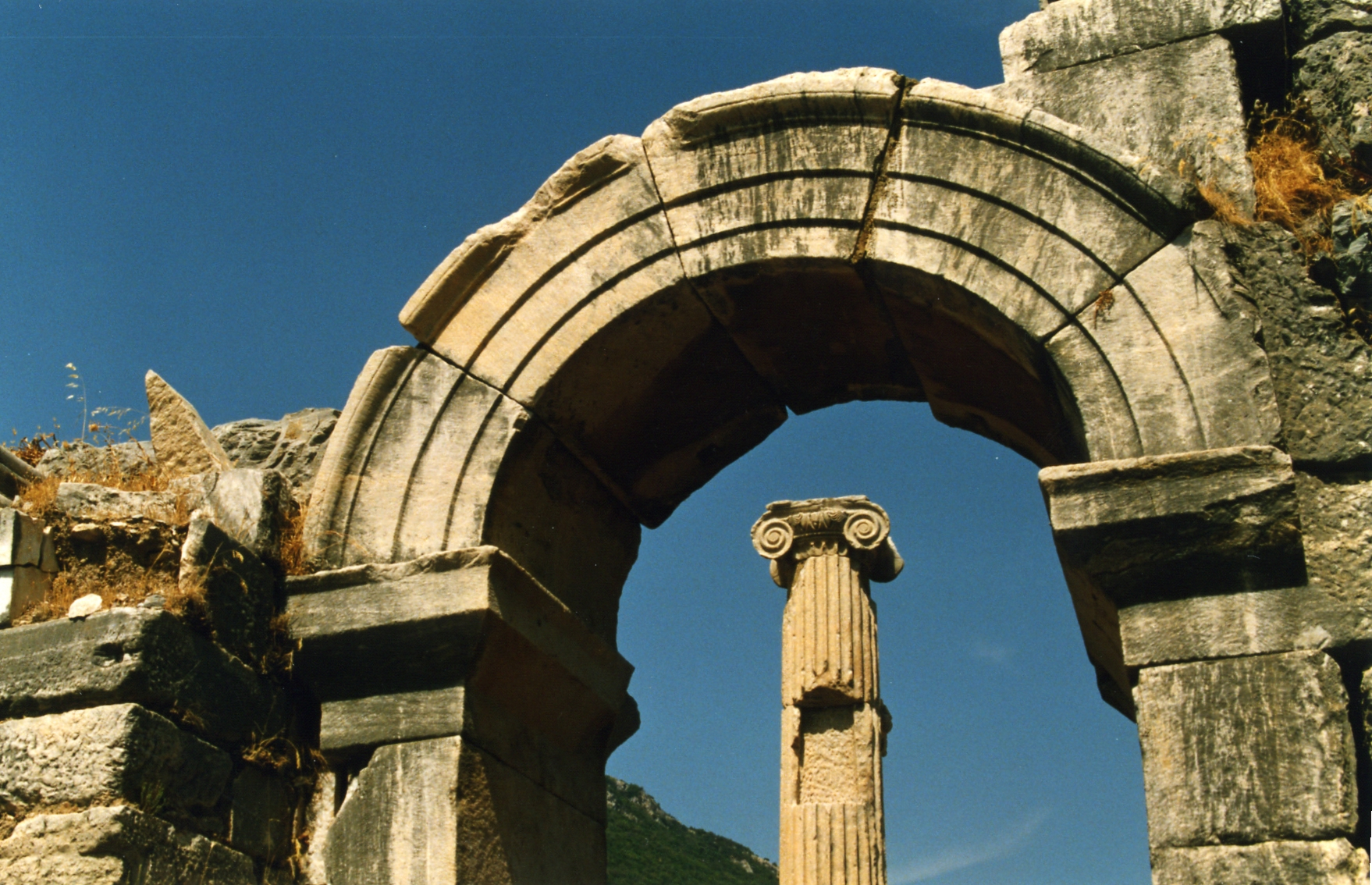
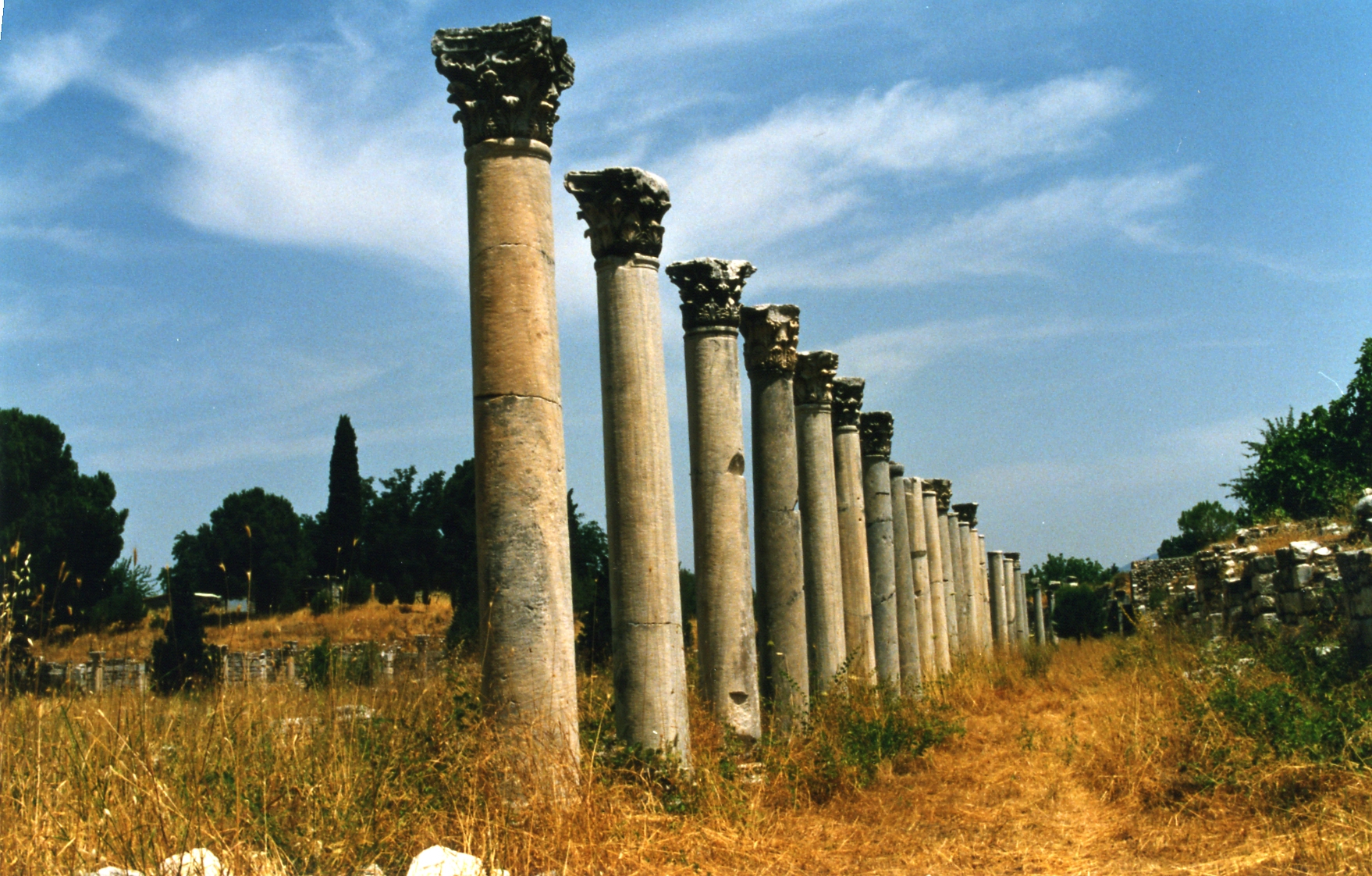
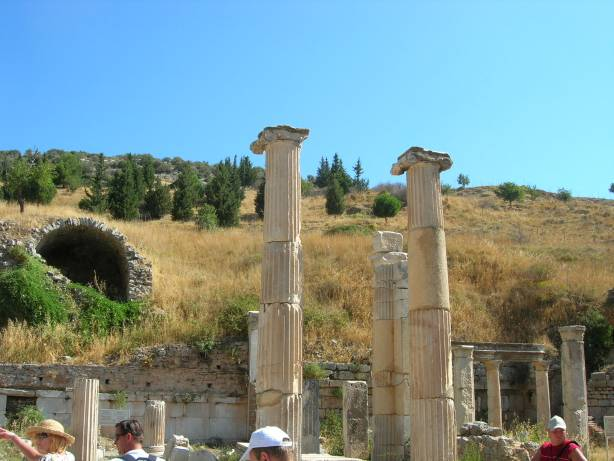
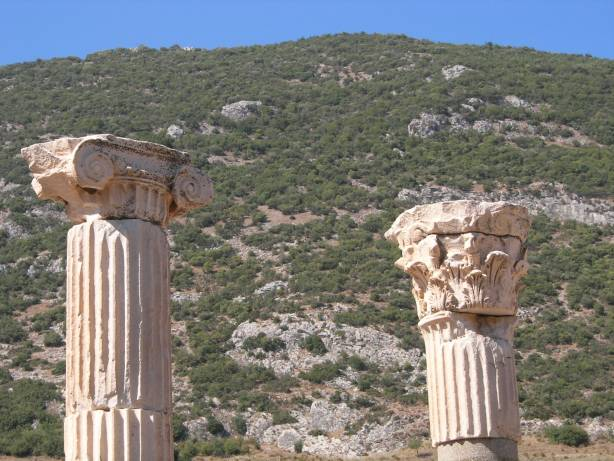
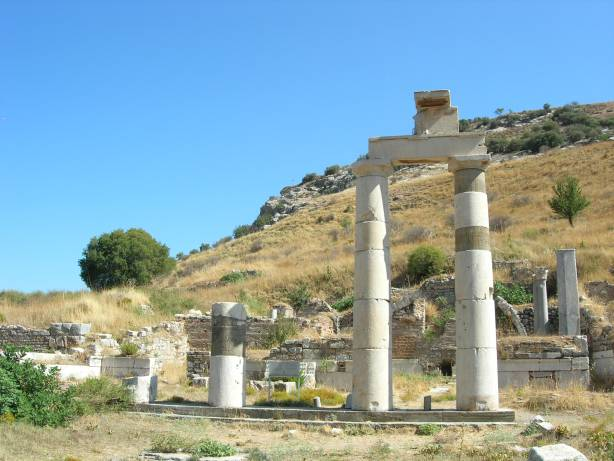
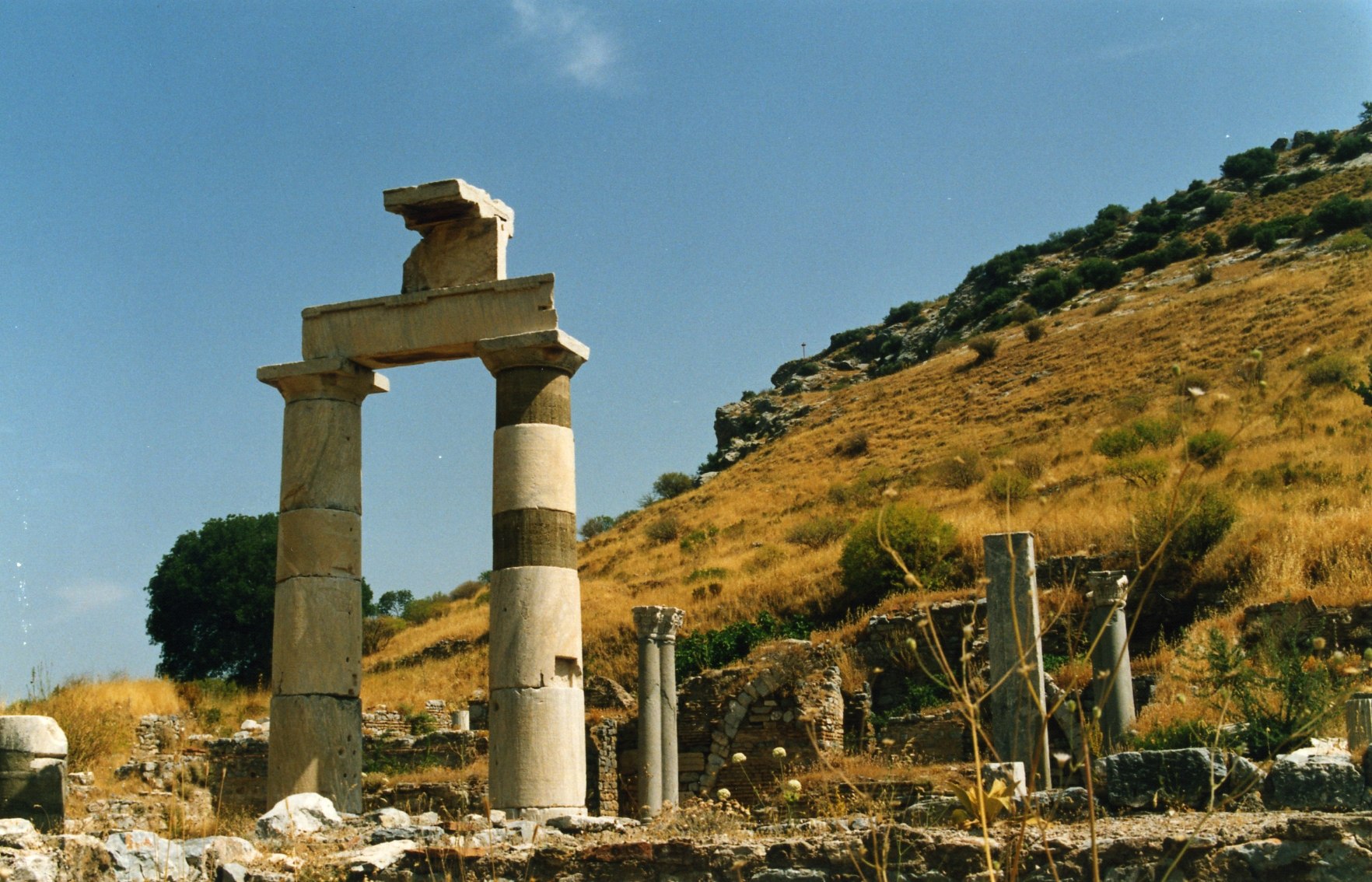
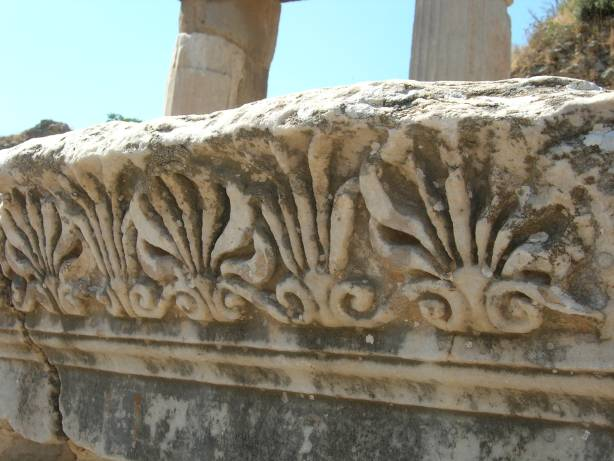
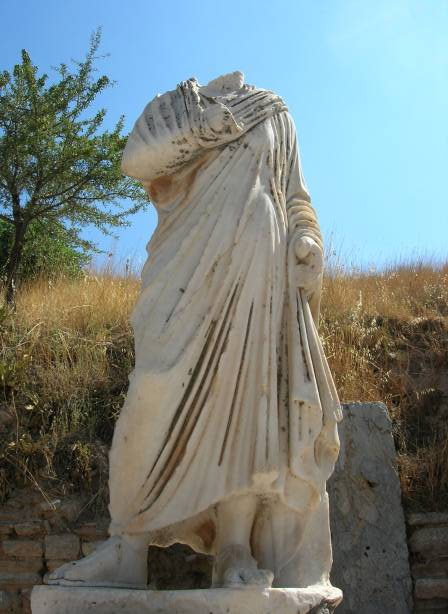
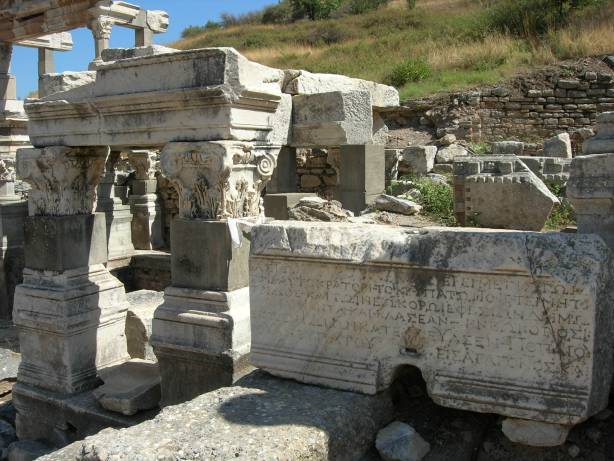
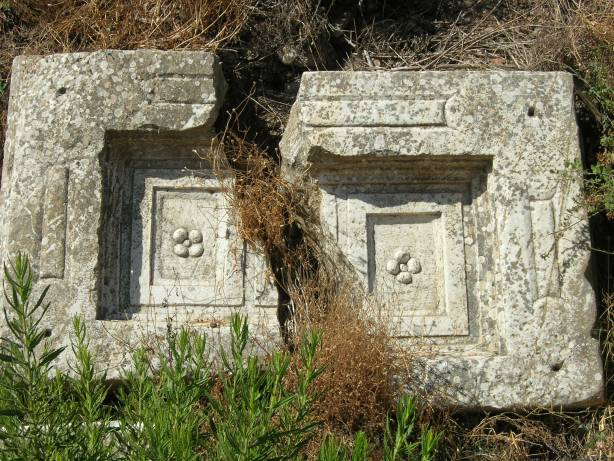